# Château du Fresne (Neuilly-le-Réal)
Pour les articles homonymes, voir Château du Fresne.
Le château du Fresne est situé à Neuilly-le-Réal (France).

## Localisation
Le château est situé sur la commune de Neuilly-le-Réal, dans le département de l'Allier, dans la région Auvergne-Rhône-Alpes.

## Description
Le château est un exemple de château bourbonnais du XVIIe siècle agrandi au XIXe siècle et ayant conservé toutes ses dispositions et décors intérieurs. Le logis principal est de plan rectangulaire. La façade sur le parc est précédée d'un escalier extérieur menant à une terrasse-balcon. Sur cette façade, les angles nord-est et sud-est sont flanqués d'une tour ronde. Côté cour, différents corps de bâtiments sont accolés, constituant ainsi deux sortes d'ailes en retour. L’étroite tour d’escalier carrée accolée au logis fait aussi office de campanile. Le long du côté nord de la cour, la longue aile de communs est également bâtie en briques polychromes, accompagnée d'une tour-pigeonnier. Une pièce d'eau bordée d'arbres a été creusée devant la façade sud et un potager/verger clos, ponctué d'un pavillon de jardin avec sa serre, s'étend au sud de la cour, le long de l'allée d'accès.

## Histoire
Connue à partir du XVe siècle, la terre du Fresne changea souvent de propriétaires. Sans doute en raison de la proximité de Moulins, ceux-ci furent toujours, sous l'Ancien Régime, des détenteurs de charges ou d’offices assez importants (officiers royaux ou ducaux…). La nature et les dispositions des constructions à l’époque médiévale sont inconnues, mais elles étaient sûrement assez modestes. Au XVIIe siècle, elles furent remplacées par un élégant logis en briques polychromes, selon la mode de cette époque en Bourbonnais, accompagné de pavillons et tours. À la fin du XIXe siècle, des travaux d'agrandissement et d’aménagement furent entrepris en au moins deux campagnes. Il s’agissait surtout d’établir une continuité entre les corps de bâtiments isolés côté cour et d’en permettre un usage plus aisé tout en gagnant des espaces intérieurs. En même temps, ceux-ci recevaient de nouveaux aménagements et décors. Dans ce second temps, pour supprimer l'escalier central et le remplacer par un vestibule traversant, une fine tour d'escalier fut édifiée contre la façade ouest.
Le château fait l'objet d'une inscription au titre des monuments historiques depuis le 1er octobre 2021.

## Protection
Éléments protégés : le château en totalité, avec son domaine comprenant le grand commun, la tour-pigeonnier, la grange, le pavillon de jardin et le parc, avec sa pièce d'eau et son allée d'accès.